# 오트란토 전투

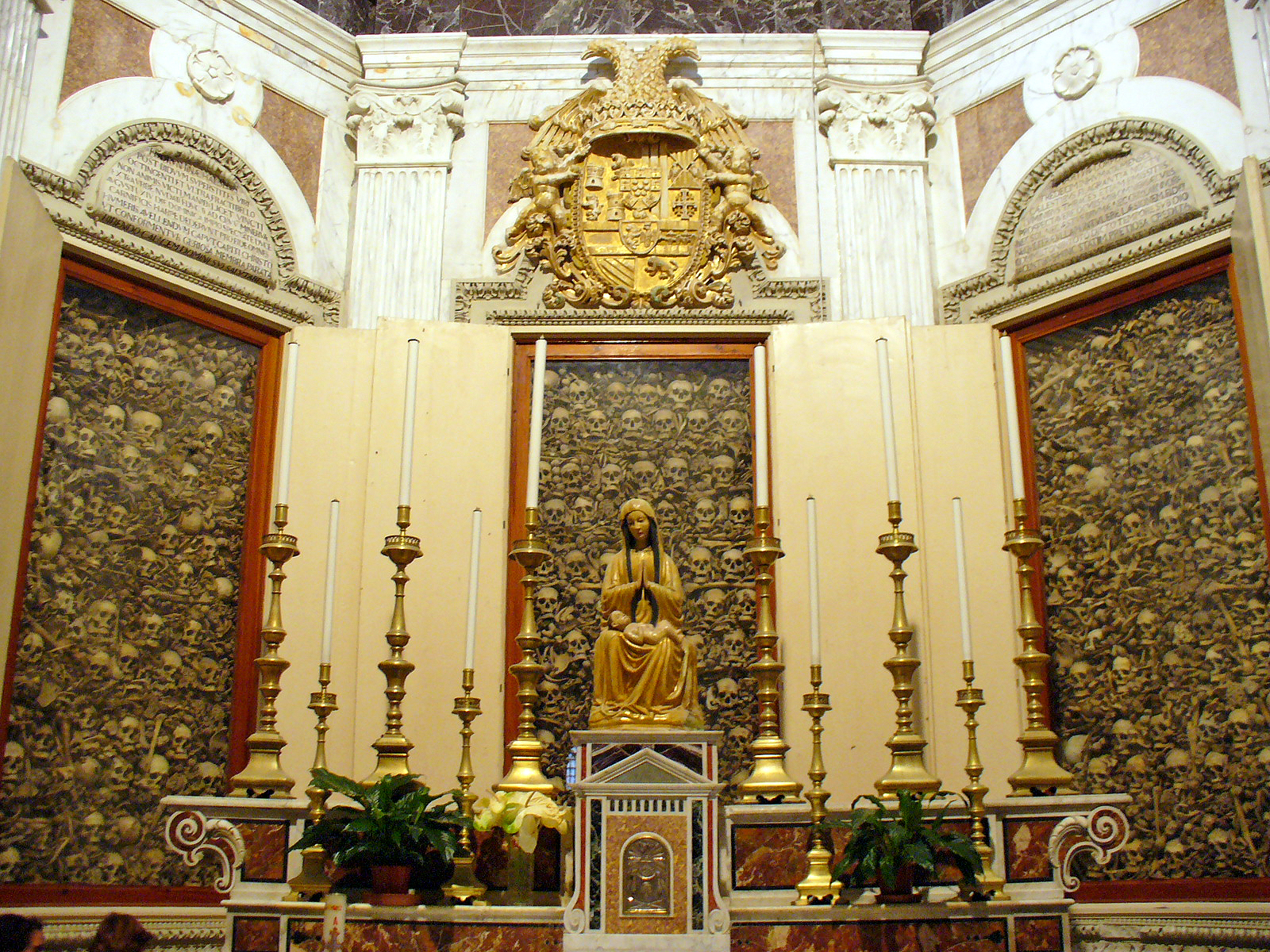
오트란토 대성당의 내부모습.

오트란토 전투(Battle of Otranto)는 1480년과 1481년 이탈리아 남부의 아풀리아의 오트란토 도시와 요새를 둘러싸고 벌어진 전투로 오스만 제국과 나폴리 왕국 사이에서 일어난 전투이다.

## 오스만의 공격
1480년 7월 28일, 70~200척의 오스만 함대가 이탈리아의 아풀리아 지방(현재 풀리아주)에 있던 오트란토 도시부근에 도착했다. 이들 군대는 로도스 섬 공방전에서 돌아오던 길이었을 가능성이 있다. 7월 29일 수비병과 도시주민은 오트란토 성의 성채에 퇴각했으나, 이 성채에는 대포가 하나도 없었다. 8월 11일 성채의 성벽은 대포에 의해 파괴되고 수비병은 살해되었다.
남성 주민을 모아 노예로 만들려는 약탈이 벌어졌다. 스테파노 아그리코리 대주교는 대성당에서 살해되고, 스테파노 펜디네리 주교와 수비대의 지휘관 프란체스코 라르고 백작은 산 채로 쇠톱에 의해 절단되었다. 8월 12일 이슬람교로 개종하기를 거부한 800명의 시민이 미네르바의 언덕(지금은 순교의 언덕이라고 부른다)에서 참수되고, 대성당은 마굿간의 하나로 사용되었다. 알바니아로 노예로 보내진 시민도 있다.
8월중 70척의 함대가 비에스테를 공격하고, 9월 12일 유럽에서도 풍부한 장서를 보유한 도서관이었던 성 니콜라오 디 카스올레 수도원 이 파괴되었다. 1480년 10월 레체, 타란토, 브린디시가 공격받았다.
군량 부족 (또는 메메드 2세가 죽음이 임박하면서 이탈리아 공략계획이 보류되었기 때문이라고도 한다.) 때문에 게디크 아흐메드 파샤는 오트란토를 지키는 800명의 보병과 500명의 기병을 남기고 남은 군대를 이끌고 알바니아로 철수했다. 겨울을 보낸 후에 돌아온다는 계산하에 이루어진 것이라 생각된다.

## 반응
콘스탄티노폴리스의 함락으로부터 어느덧 28년이 지났기 때문에 로마가 같은 운명을 당할 수도 있다는 두려움이 생겨, 로마 교황과 로마 시민을 도시에서 피난시키려는 계획이 세워졌다. 로마 교황 식스토 4세는 십자군 소집을 다시 호소했고, 몇몇 이탈리아의 도시국가와 헝가리, 프랑스가 이에 적극적으로 호응했다. 그러나 1479년 오스만 제국과 깊은 평화조약을 체결한 베네치아 공화국은 응하지 않았다.
1481년 페르디난도 1세에 의해 그의 아들인 알폰소 2세가 이끄는 군대가 일어났다. 군대 중에 하나는 헝가리왕 마티야스 코르비누스에게서 제공받은 것도 있다.

## 유럽인의 공격
도시는 1481년 5월 1일부터 포위되었는데 5월 3일 오스만 제국의 술탄 메메드 2세가 서거했다. 이로 인해 오스만 제국이 오트란토에 증원을 보내는 것이 곤란해졌고, 1481년 8월 23일 첫 번째, 9월 10일 2번째로 벌어진 2번의 공격에 도시는 탈환되었다. 2번의 공격을 거치면서 도시는 파괴되었고, 오스만 제국의 수비대는 살해되었다.

## 결과
시민의 숫자는 20,000명에서 8,000명으로 감소했다. 다시 공격해 올것이라는 공포때문에 8,000명 중에 많은 숫자가 도시를 버렸다.
오늘날 800명의 순교자의 유골과 시체는 오트란토 대성당과 나폴리의 포르미에로 산타 카타리나 교회에 납골되어 있다.

## 같이 보기
- 아라곤 왕국